# Doña Laura
«Doña Laura» es una canción compuesta por Javier Martínez, baterista y vocalista de Manal, grupo fundacional del Rock de Argentina, considerado pionero del blues en ese país.

## Grabación
Fue grabada en los Estudios Ión de Buenos Aires a mediados de 1971, siendo publicada como lado "A" del primer sencillo del trío que la discográfica RCA, después de ficharlo tras su ruptura con el sello independiente Mandioca, lanzó al mercado, siendo «Elena», también compuesta por Martínez, cara "B" del mismo. En 1992, más de dos décadas después de la disolución del grupo, RCA lanzó el álbum compilado Cronología, que además de los temas que contenía originalmente El León, segundo álbum de la banda, incluyó temas de los dos sencillos que el grupo registró para esta compañía, entre ellos esta canción.

## Interpretación
El riff de la introducción y la melodía cantada de «Doña Laura», inspiradas en la fraseología del blues, se desarrollan sobre una base modal en el tono de Do, sustentada por un ritmo de rock en tempo rápido. La letra va dirigida a una mujer llamada Doña Laura, dueña de una pensión, a quién un huésped ruega que no lo eche por falta de pago.

## Publicaciones
«Doña Laura» fue editada en sencillo junto a "Elena" en el lado B en 1970. Apareció en los compilatorios Manal de 1972 y en Cronología de 1992. También aparecieron varias grabaciones en vivo de la canción, que fueron editadas en Manal en vivo de 1994 y en En vivo en el Roxy de 1994, esta última sin Claudio Gabis.

## Créditos
- Claudio Gabis (guitarras)
- Javier Martínez (voz y batería)
- Alejandro Medina (voz y bajo eléctrico)